# Peugeot Fractal
Pour les articles homonymes, voir Peugeot et Art fractal.
La Peugeot Fractal est une voiture électrique concept-car coupé 2+2 cabriolet du constructeur automobile français Peugeot, présentée au salon de Francfort (IAA) 2015.

## Histoire
Ce concept car Peugeot coupé-cabriolet électrique et silencieux est tout particulièrement focalisé sur un design sonore « conçu par et pour le son » conçu par le chef-designer Peugeot Matthias Hossann en association avec le fabricant audio haute-fidélité français Focal JMlab. 

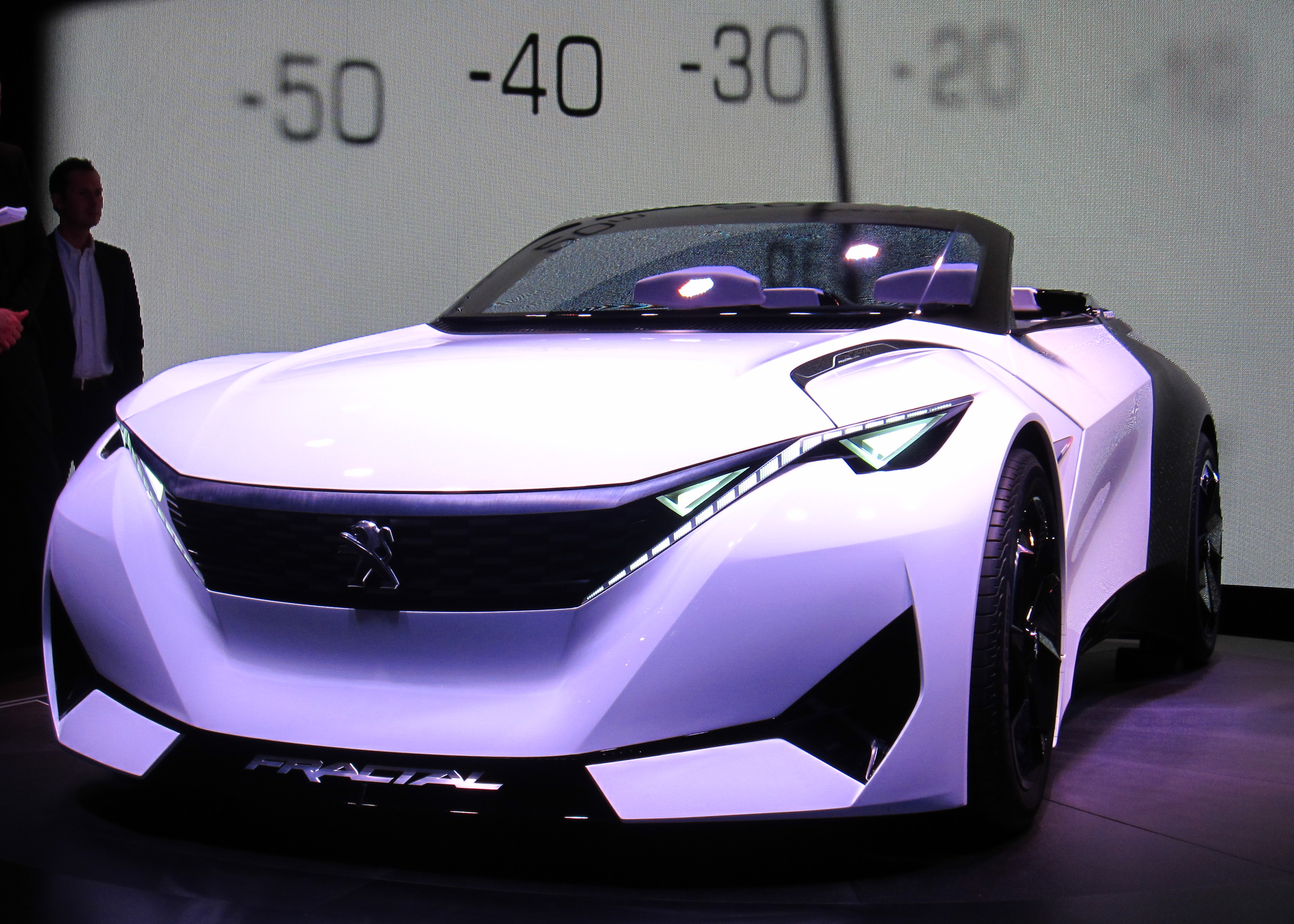
Roadster
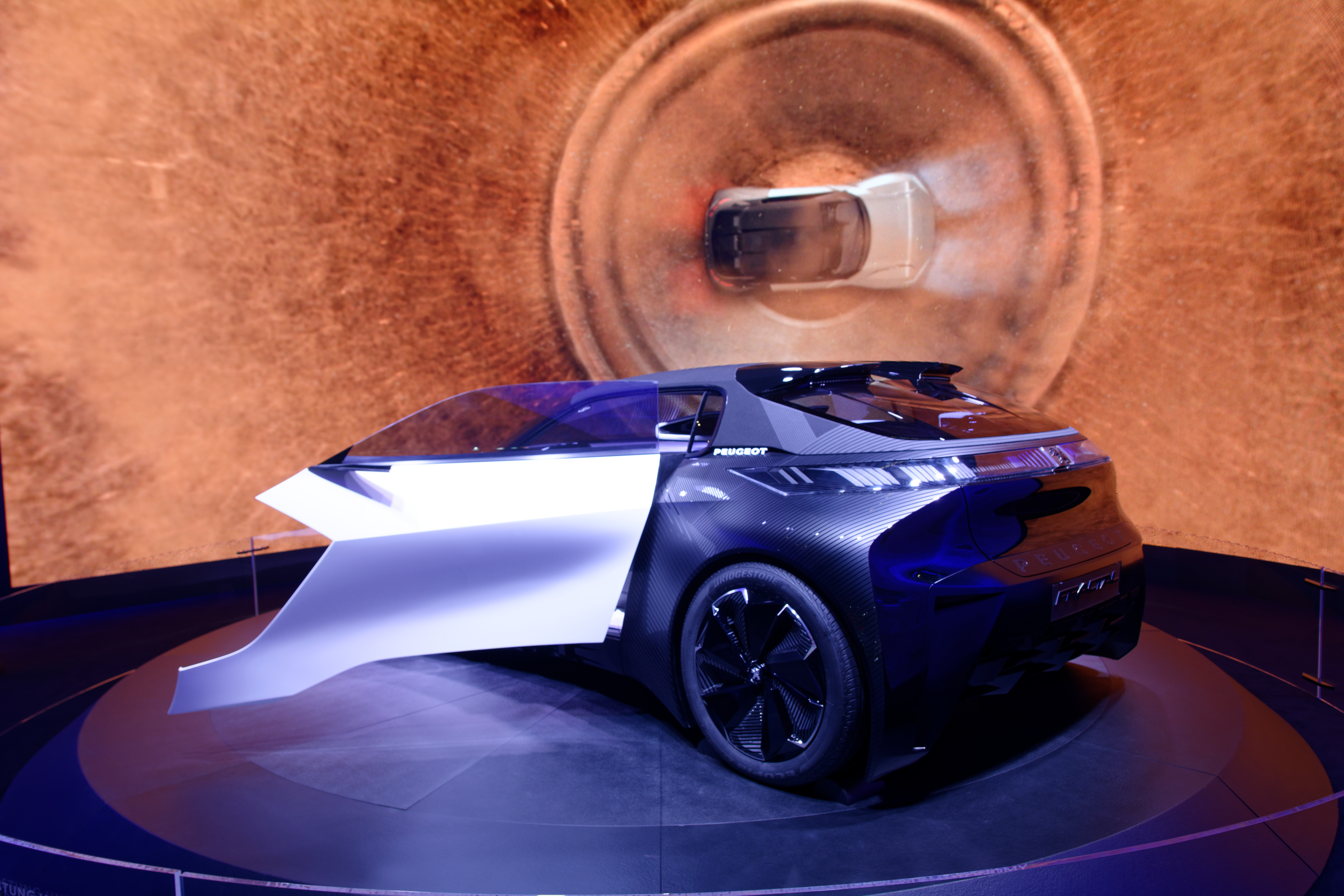
Vue arrière
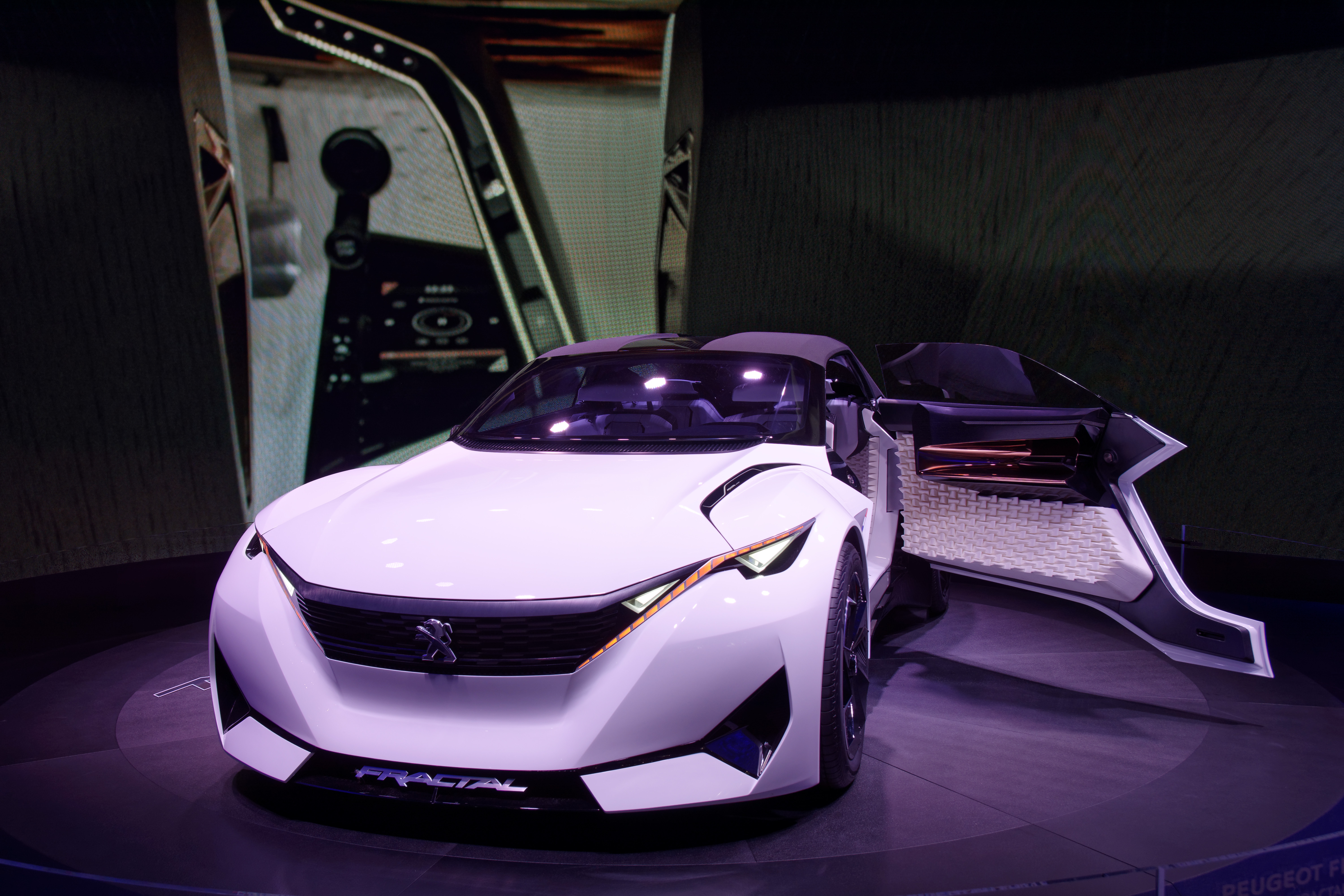
Vue des panneaux de portes

Le design de cette voiture de sport roadster 2+2 comprend en particulier une stylistique et signature lumineuse novatrice, des portières antagonistes, une garde au sol réglable, et une réduction maximum des bruits aéroacoustiques pour un confort sonore optimum. 

### Habitacle
Son « I-Cockpit Peugeot » futuriste comprend un tableau de bord au design raffiné blanc, noir et cuivre, un écran holographique, un affichage tête haute, des sièges baquets, et de nombreuses fonctionnalités disponibles via une montre connectée smartwatch,

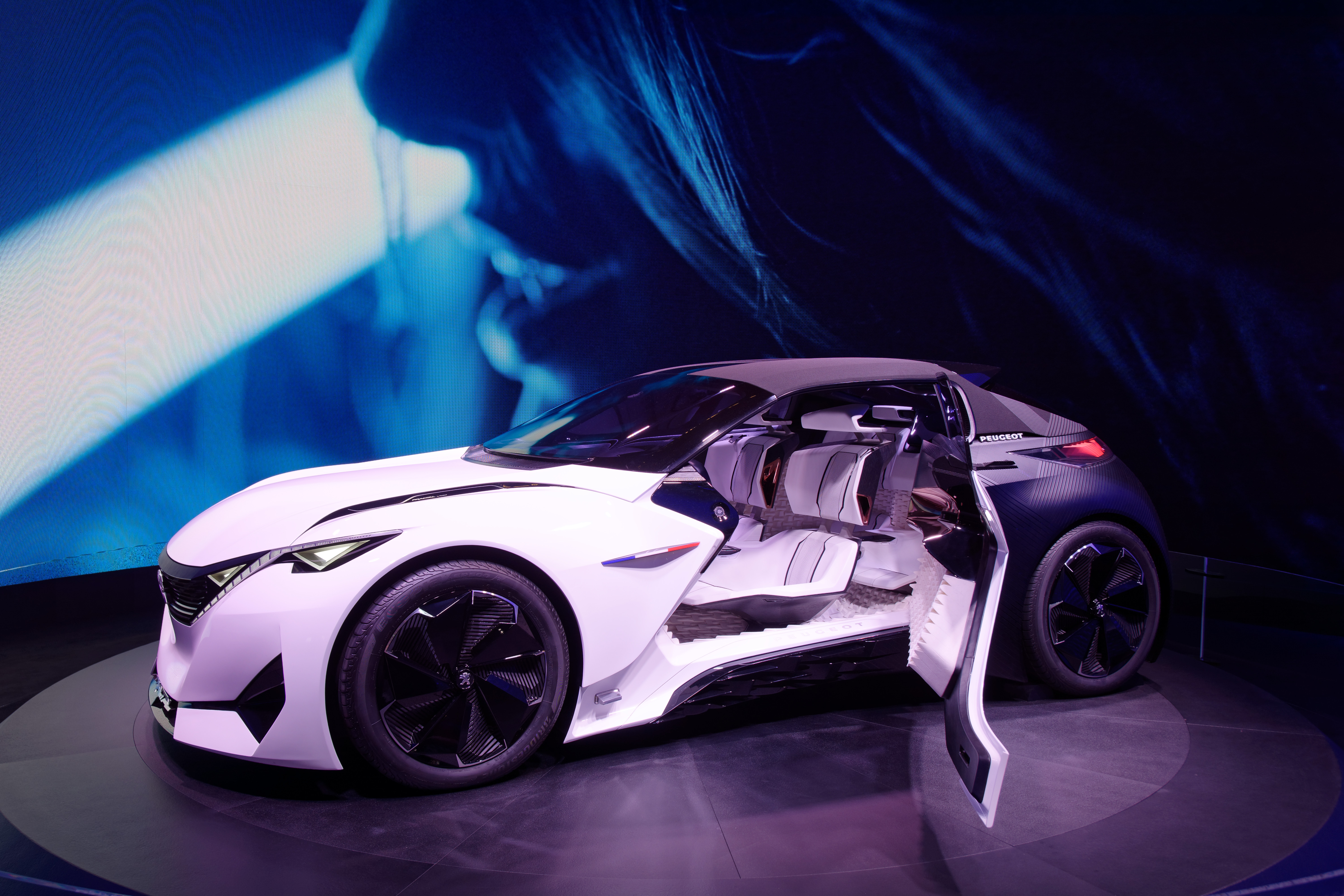
Habitacle
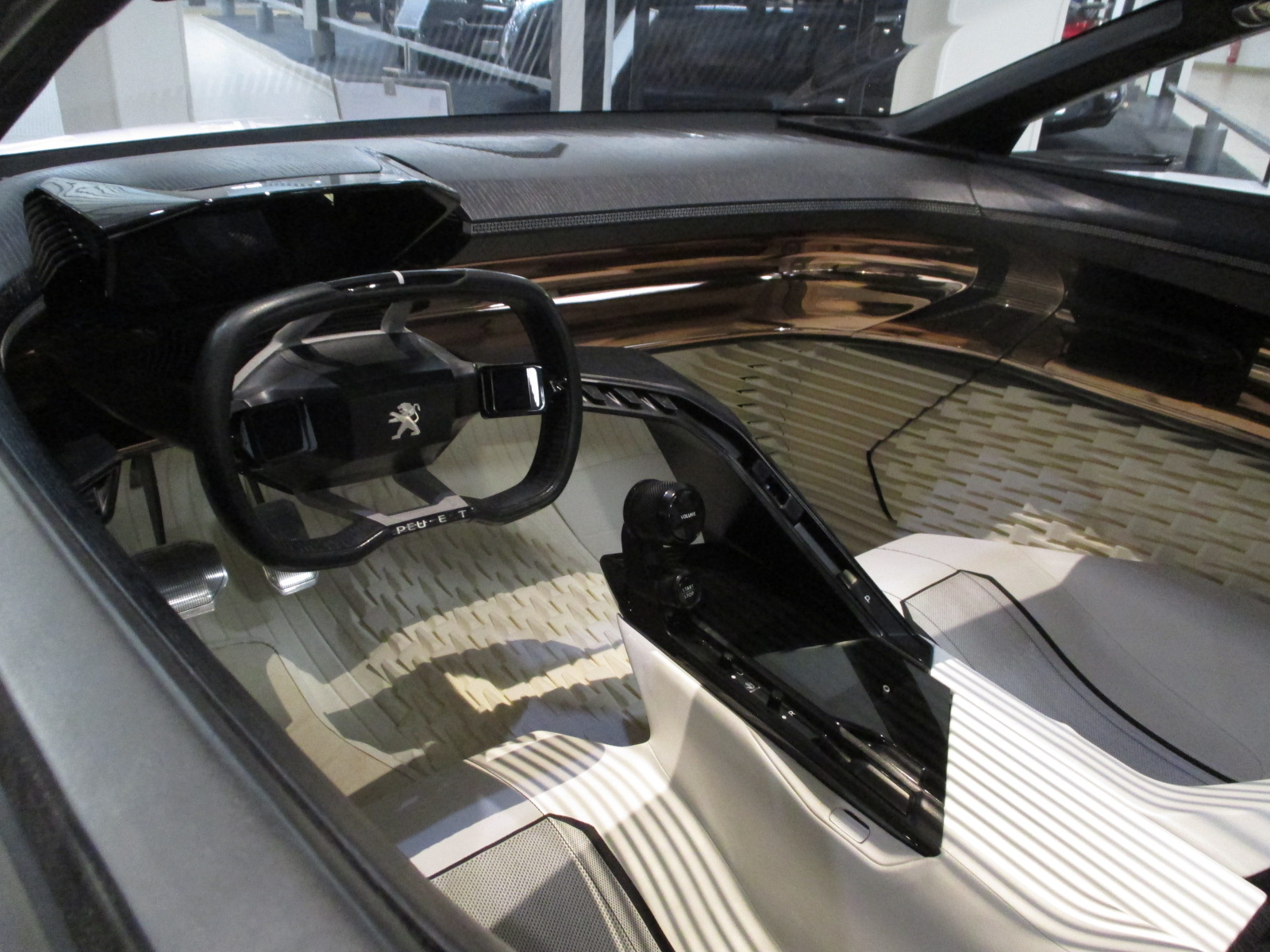
I-Cockpit Peugeot
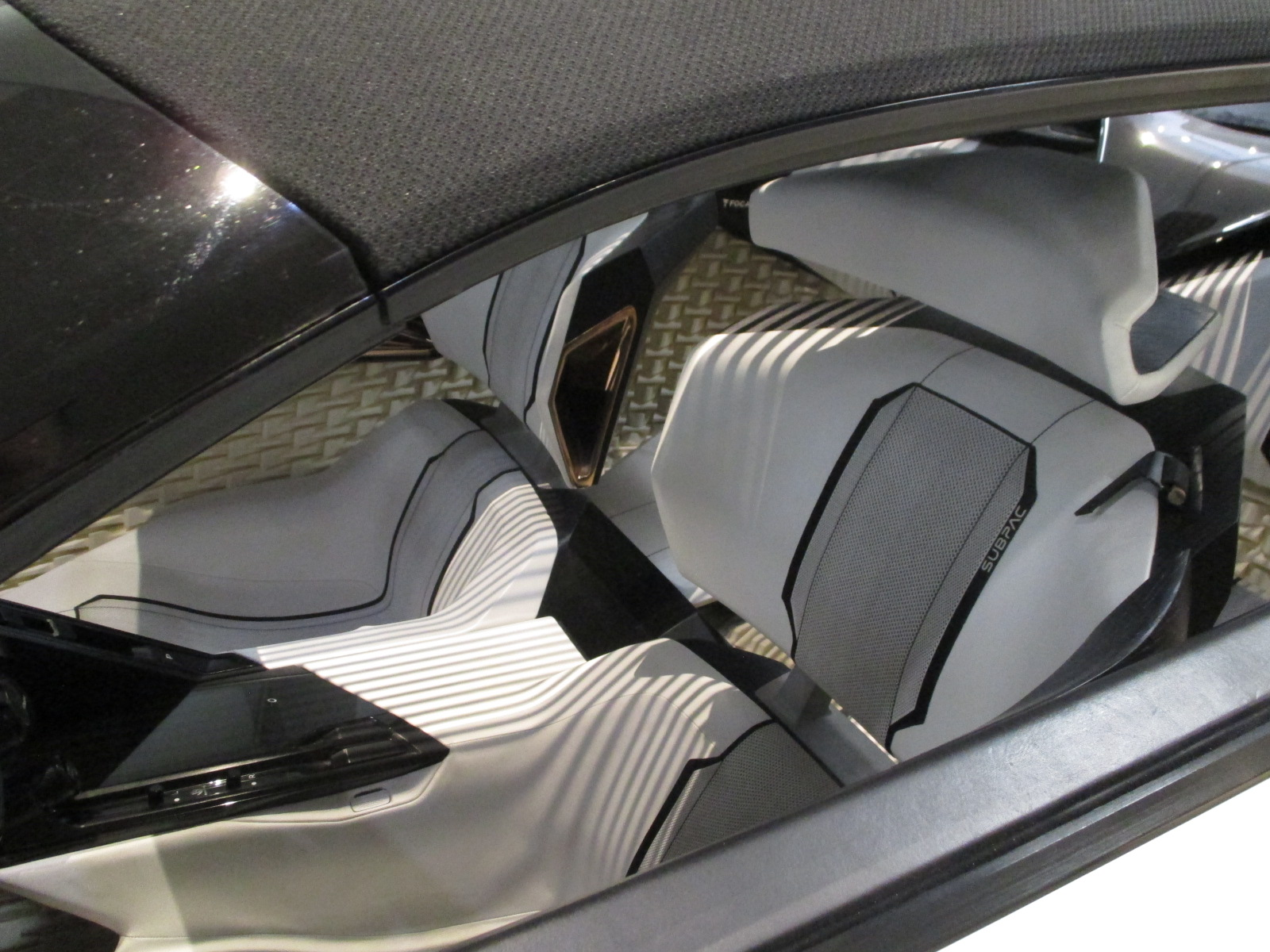
Habitacle

Le design de son habitacle capitonné est inspiré des chambres anéchoïques du monde des auditoriums et des studios d’enregistrement, avec des éléments fabriqués par design génératif et impression 3D, associés avec un système acoustique de spatialisation sonore en 3D à base de 13 enceintes 9.1.2 couplés à des caissons infrabasses intégrés dans les sièges, d'une puissance de 1 600 Watts, conçus par Focal JMlab et StelLab (du Groupe PSA). La riche ambiance et identité sonore numérique novatrice de cette Peugeot Fractal est créée par le designer sonore multimédia Brésilien Amon Tobin, inspiré d'art fractal, afin de stimuler des sensations de conduite en harmonie avec l'environnement routier.

### Motorisation
Côté motorisation, la Fractal est une voiture électrique à transmission intégrale, dotée d'une batterie lithium-ion de 30 kWh rechargeable par induction, qui alimente deux moteurs électriques placés sur les trains avant et arrière, avec une puissance totale annoncée de 150 kW (204 ch) pour un 0 à 100 km/h en 6,8 s et une autonomie de 450 km en cycle mixte. 

### Distinctions
Le 25 septembre 2015, lors de sa présentation au salon de Francfort, la Fractal est élue « Meilleur concept car » par les lecteurs d’Auto Plus et les auditeurs d’RTL. Le 26 janvier de l'année suivante, dans le cadre du 31e Festival automobile international de l’Hôtel des Invalides de Paris, la Fractal reçoit le « Grand Prix Creativ’Experience » qui « récompense l’étude prospective sur le design sonore et l’impression 3D » selon Gilles Vidal, directeur du style pour la marque.